# Marwa Al-Sabouni
Marwa Al-Sabouni (em árabe: مروة الصابوني; nascida em 18 de setembro de 1981, na Síria) é uma arquiteta e escritora síria. Ela acredita que a arquitetura desempenha um papel importante na manutenção da paz de uma cidade. Seu primeiro livro, The Battle for Home, foi selecionado pelo The Guardian como um dos melhores livros de arquitetura de 2016. Ela foi selecionada como uma das 100 mulheres da BBC em 2019.

## Infância e educação
Marwa Al-Sabouni nasceu em Homs, cidade a oeste da Síria. Ela afirmou que, na Síria, os alunos com notas mais altas estudam medicina, e os alunos que tiram notas mais baixas estudam engenharia. Marwa Al-Sabouni iria estudar arquitetura. Marwa Al-Sabouni percebeu que não havia parques ou espaços culturais funcionando perto de onde ela morava. Ela falou sobre sua infância para o The Guardian: "Eu não tinha ilusões de ser a próxima Zaha Hadid... No entanto, a esperança é cega e sempre consegue encontrar seu caminho no coração humano, inclusive no meu' ". Ela é bacharel e doutora em arquitetura, e considera Frank Lloyd Wright uma de suas inspirações. Seu treinamento de graduação envolveu a cópia de estilos ocidentais, como as casas americanas em Cape Cod, de livros da biblioteca. Sua dissertação de doutorado, Estereótipos na Arquitetura Islâmica, foi apresentada no deconarch.com.

## Carreira
Quando a Guerra Civil Síria estourou, em 2011, Marwa Al-Sabouni tomou a decisão de ficar na cidade em que havia crescido. Ela passou dois anos escondida dentro de casa, educando seus dois filhos pequenos e sem ver a lua. Quando as forças rebeldes deixaram a Síria, em 2015, mais de 60% do bairro ficou em escombros. Ela falou sobre a crise habitacional na Síria (quase metade da população nacional vivia em acomodações temporárias ou habitações informais) e como a arquitetura contribuiu para sua queda. Marwa Al-Sabouni acredita que a arquitetura das cidades é fundamental para sua harmonia.
A autobiografia de Marwa Al-Sabouni, A batalha pela casa: a visão de uma jovem arquiteta na Síria foi lançada em 2016. Ela considera os papéis dos arquitetos e urbanistas na violência e no conflito civil, corrompendo as relações da comunidade por meio de edifícios fragmentados. Ela argumenta que esforços devem ser feitos para restaurar a paz por meio de desenvolvimentos urbanos. Inclui suas propostas para a reconstrução do distrito de Baba Amr, projetando estruturas que se baseiam nas formas históricas da Síria, para manter as comunidades vivendo juntas harmoniosamente. Seu projeto inclui unidades que contêm lojas e espaços comunitários em troncos, bem como apartamentos em suas ramificações. Seus esforços buscam restaurar a coesão social e um senso de identidade. Foi selecionado pelo The Guardian como um dos melhores livros de arquitetura de 2016.
Seu livro de 2021, Construindo para a Esperança: Rumo a uma Arquitetura de Pertencimento, foi publicado pela Thames & Hudson.
Ela co-dirige com seu marido (também arquiteto) um espaço online que comunica notícias arquitetônicas em árabe, o portal árabe para notícias arquitetônicas, bem como uma livraria em Homs. Em 2016, ela deu uma palestra TED, Como a arquitetura da Síria estabeleceu as bases para uma guerra brutal, que foi vista mais de um milhão de vezes. Ela forneceu consultoria especializada para o Fórum Econômico Mundial, para a NPR, e para a BBC, além de escrever para o The Wall Street Journal.

### Prêmios e honras
Seus prêmios e honrarias incluem:
- 2010 - Prêmio Royal Kuwaiti para melhor projeto de mídia.[25]
- 2013 - Prêmio Pergaminho de Honra da UN-Habitat.[7]
- 2017 - Prêmio de recursos populares do The Observer.[26]
- 2018 - Finalista do Prêmio Pritzker de Arquitetura.[27]
- 2018 - Laureada do Fundo Prince Claus.[14]
- 2019 - Lista das 100 Mulheres da BBC.[28]

## Vida pessoal
Marwa Al-Sabouni é casada com Ghassan Jansiz, com quem tem uma filha e um filho.